# Mauro Calamia

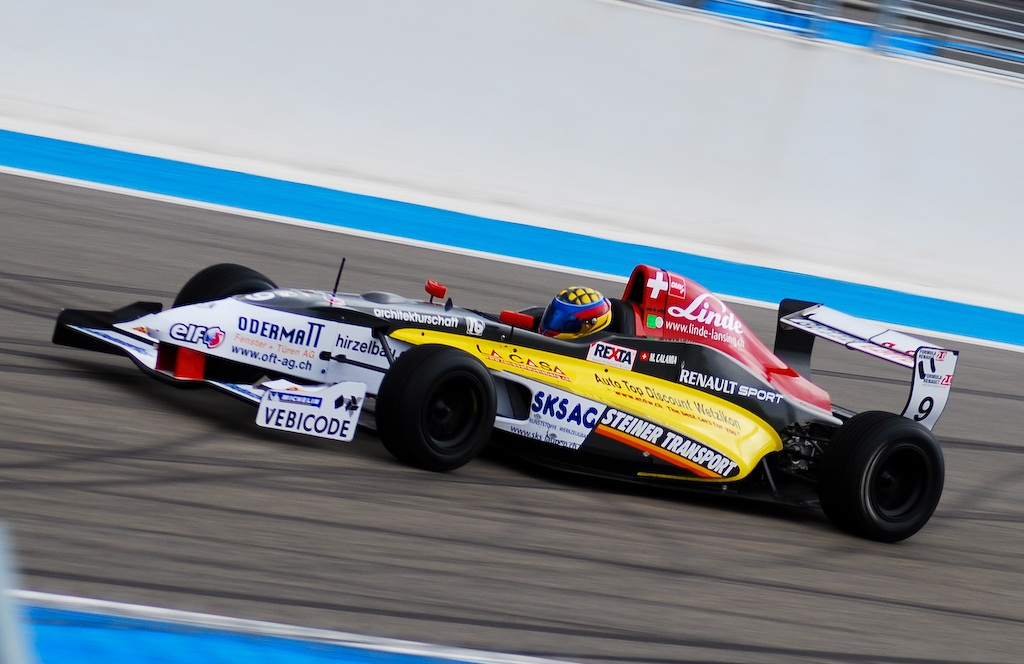
Mauro Calamia 2011

Mauro Calamia (* 20. Januar 1992) ist ein Schweizer Automobilrennfahrer.

## Karriere
Calamia begann seine Motorsportkarriere 2005 im Kartsport, in dem er bis 2008 aktiv war. 2009 wechselte er in den Formelsport und trat für Daltec Racing in der Formel Lista junior an. Mit einem dritten Platz als bestes Ergebnis wurde er Zehnter in der Fahrerwertung. 2010 blieb er in dieser Rennserie und startete für Torino Motorsport. In der Gesamtwertung erreichte er den elften Platz. 2011 kehrte Calamia zu Daltec Racing zurück und startete in der alpinen Formel Renault. Er schloss die Saison auf dem zehnten Platz der Fahrerwertung ab. Darüber hinaus nahm er für Daltec Racing an drei Rennen der nordeuropäischen Formel Renault teil.
2012 erhielt Calamia ein Cockpit in der FIA-Formel-2-Meisterschaft. Er stieg zwei Rennwochenenden vor dem Saisonende aus der Serie aus und belegte den 18. Platz in der Fahrerwertung.

## Statistik

### Karrierestationen
| - 2005–2008: Kartsport - 2009: Formel Lista junior (Platz 10) - 2010: Formel Lista junior (Platz 11) - 2011: Alpine Formel Renault (Platz 10) - 2011: Nordeuropäische Formel Renault (Platz 34) - 2012: Formel 2 (Platz 18) - 2013: Trofeo Maserati World Series (Platz 5) | - 2014: Trofeo Maserati World Series (Platz 1) - 2015: Euro Series by Nova Race - 2015: International GT Open (Platz 13) - 2015: Italienische GT-Meisterschaft (Platz 23) - 2016: GT4 European Series (Platz 10) - 2017: International GT Open (Platz 20) - 2019: Blancpain GT Series Endurance Cup | - 2019: Le Mans Cup (Platz 12) - 2020: GT World Challenge Europe Endurance Cup - 2020: Italienische GT-Meisterschaft - 2020: 24H Series - 2021: 24H Series - 2021: 24-Stunden-Rennen auf dem Nürburgring - 2022: GT World Challenge Europe Endurance Cup |